# مارغريت
مارغريت هو فيلم من نوع دراما أُصدر في 2011. الفيلم من إنتاج فوكس سيرش لايت بيكتشرز وميراج ستوديو وسكوت رودين للإنتاج ‏، ومن توزيع فوكس سيرش لايت بيكتشرز، وهو من إخراج وسيناريو كينيث لونيرغان.

## القصة
تقع أحداث الفيلم في نيويورك.

## طاقم التمثيل
- غلين فليشلر
- مات ديمون
- آنا باكوين
- أليسون جاني
- روزماري ديويت
- أوليفيا ثيرلبي
- سارة ستيل
- كريستين ريتر
- آدم لوفيفر [الإنجليزية]‏
- ماثيو برودريك
- جون غالاغر جونيور
- كيران كولكين
- مارك رافالو
- جان رينو
- Jeannie Berlin [الإنجليزية]‏
- إيزابيل سميث
- مات بوش
- Enid Graham  [لغات أخرى]‏
- مايكل إيلي
- كينيث لونيرغان

## الإنتاج
موسيقى الفيلم التصويرية كانت من تأليف Nico Muhly ‏.

## وصلات خارجية
- مارغريت على موقع IMDb (الإنجليزية)
- مارغريت على موقع ميتاكريتيك (الإنجليزية)
- مارغريت على موقع روتن توميتوز (الإنجليزية)
- مارغريت على موقع نتفليكس (الإنجليزية)
- مارغريت على موقع قاعدة بيانات الأفلام العربية
- مارغريت على موقع ألو سيني (الفرنسية)
- مارغريت على موقع Turner Classic Movies (الإنجليزية)
- مارغريت على موقع أول موفي (الإنجليزية)
- مارغريت على موقع بوكس أوفيس موجو (الإنجليزية)
- مارغريت على موقع فيلمافينيتي (الإسبانية)